# Polizeiruf 110: Der Riß
Der Riß ist ein deutscher Kriminalfilm von Jan Růžička aus dem Jahr 1991. Der Fernsehfilm erschien als 148. Folge der Filmreihe Polizeiruf 110.

## Handlung
Kriminaloberkommissar Joachim Raabe ist aus Halle zur Einsatzgruppe um Kriminaloberkommissar Jürgen Hübner versetzt worden, doch kennen sich beide von früher. Solange er keine eigene Wohnung hat, darf er bei Jürgen Hübner übernachten. Eines Tages erhält Joachim Raabe von Ambulanzschwester Beate Lenz einen Anruf: Seit längerer Zeit wird ihre Chefin, Betriebsärztin Dr. Susanne Hecht, von einem anonymen Anrufer bedroht. Dr. Hecht selbst will sich nicht an die Polizei wenden, obwohl die Situation sie emotional belastet. Die anonymen Anrufe scheinen ein kleines Problem zu sein. Susanne reagiert entnervt, als Joachim Raabe bei ihr erscheint, und will nicht über den Fall reden. Auch Jürgen Hübner sieht keine Handlungsmöglichkeit, solange Susanne nicht Anzeige stellt. Dennoch versucht Joachim Raabe Hinweise zum Täter zu kriegen und hört einen der Drohanrufe ab.
Eines Tages werden die Ermittler zu einer Straftat gerufen: Im Park wird die schwer verletzte Susanne gefunden. Sie wurde bis zur Bewusstlosigkeit gewürgt und fällt im Krankenhaus in ein tiefes Koma. Die Ermittler erfahren nun, dass Susanne im dritten Monat schwanger ist. Durch die Tat wird sie ihr Kind verlieren. Ihr Mann Hans Hecht, der als Bäcker einen eigenen Laden besitzt, reagiert geschockt. Er zählt zu den Verdächtigen, haben die Ermittler doch erfahren, dass er zeugungsunfähig ist, das Kind also von einem anderen Mann sein muss. Tatsächlich hatte Susanne mit dem Betriebsfahrer Günter Kühne eine Affäre. Auch das Kind stammt von ihm. Hans Hecht wird auch verdächtigt, seine Frau anonym angerufen zu haben, wurden doch selbst im Urlaub der Familie Drohanrufe getätigt, die wahrscheinlich aus dem Hotel selbst abgesetzt wurden. Später stellt sich heraus, dass Hans’ langjährige Mitarbeiterin die Anrufe tätigte, weil sie schon Hans’ Vater kannte und schätzte und den Sohn vor der fremdgehenden Susanne schützen wollte.
Der Fall erscheint in einem neuen Licht, als Hans aussagt, dass er das Verhalten seiner Frau selbst unterstützt hat. Beide wünschten sich schon lange ein Kind, wussten jedoch, dass Hans zeugungsunfähig ist. Hans bat Susanne, sich einen „Ersatzmann“ zu suchen, von dem sie schwanger werden sollte. So wäre sie die leibliche Mutter gewesen und Hans hätte das Kind an Vaters statt annehmen können. Eine Adoption oder künstliche Befruchtung hatte das Paar vorher abgelehnt. Susanne wählte sich den Frauenheld Günter als Vater des Kindes, doch akzeptierte er nicht, dass sie ihn nach kurzer Zeit wieder verlassen wollte. Beim Verhör gibt Günter Kühne nun zu, dass er sich am Tattag mit Susanne aussprechen wollte. Hier warf sie ihm an den Kopf, dass sie ihn nur zur Zeugung gebraucht habe. Daraufhin würgte er sie so lange, bis sie sich nicht mehr rührte. Günter wird festgenommen.

## Produktion
Der Riß (Arbeitstitel: Ein Mann zuviel / Bedrohung) wurde vom 1. November 1990 bis 10. Januar 1991 in Dresden, Leipzig, Berlin und Reinhardtsdorf gedreht. Der Film erlebte am 28. April 1991 im DFF seine Fernsehpremiere. Die Zuschauerbeteiligung lag bei 14 Prozent.
Es war die 148. Folge der Filmreihe Polizeiruf 110. Kriminaloberkommissar Jürgen Hübner ermittelte in seinem 64. Fall und Kriminaloberkommissar Joachim Raabe in seinem ersten Fall. Die Kritik nannte die Handlung „nicht eben originell“, jedoch gut fotografiert: Kameramann Matthias Tschiedel „fotografiert den Film in schönen Bildern mit vielen Detailaufnahmen. Tschiedel und Ruzicka finden für die einzelnen Szenen einprägsame Lichtstimmungen in optisch interessanten Originallocations“.